# Ruta Ōzu
La Ruta Ōzu (大洲道路 Ōzu-dōro?) es una ruta que se extiende entre los intercambiadores Ōzu y Ōzukitatada de la proyectada Autovía Shikoku-Ōdan, en la Ciudad de Ōzu de la Prefectura de Ehime.

## Características
En la actualidad es utilizado como ruta complementaria a la Autovía de Matsuyama y a la Ruta Nacional 56.
Es un tramo gratuito, pero para poder circular por ella se debe acceder por los intercambiadores Ōzukita u Ōzuminami.

## Datos
- Extensión total: 6,3 km
- Ancho de ruta: 20,5 m
- Ancho del carril: 3,5 m
- Cantidad de carriles: 4 (2 por sentido)

## Historia
- 1980: el 4 de abril se presenta el proyecto.
- 1986: se inicia su construcción.
- 1991: el 19 de marzo se inaugura el tramo comprendido entre los intercambiadores Ōzuminami y Ōzutomisu (sólo un carril por sentido).
- 1993: el 25 de marzo se inaugura el tramo comprendido entre los intercambiadores Ōzutomisu y Ōzukita (sólo un carril por sentido).
- 2002: el 29 de marzo se inaugura el tramo comprendido entre los intercambiadores Ōzukita y Oozu (sólo un carril por sentido).
- 2004: el 17 de abril se inaugura el tramo comprendido entre los intercambiadores Ōzuminami y Ōzukitatada (sólo un carril por sentido).
- 2006: en marzo se concluye el ensanchamiento a cuatro carriles (dos por sentido) del trayecto entre los intercambiadores Ōzuminami y Ōzukita.

## Intercambiadores
- Intercambiador Ōzu
- Intercambiador Ōzukita
- Intercambiador Ōzutomisu
- Intercambiador Ōzukōnan
- Intercambiador Ōzuminami